# جون تشارلز نورمان
جون تشارلز نورمان (بالإنجليزية: John Charles Norman)‏ هو مصمم جرافيك أمريكي، ولد في 5 مايو 1966 في تيريل في الولايات المتحدة.